# Burgh (Écosse)
 (juin 2020).
Si vous disposez d'ouvrages ou d'articles de référence ou si vous connaissez des sites web de qualité traitant du thème abordé ici, merci de compléter l'article en donnant les références utiles à sa vérifiabilité et en les liant à la section « Notes et références ».
Pour les articles homonymes, voir Burgh.

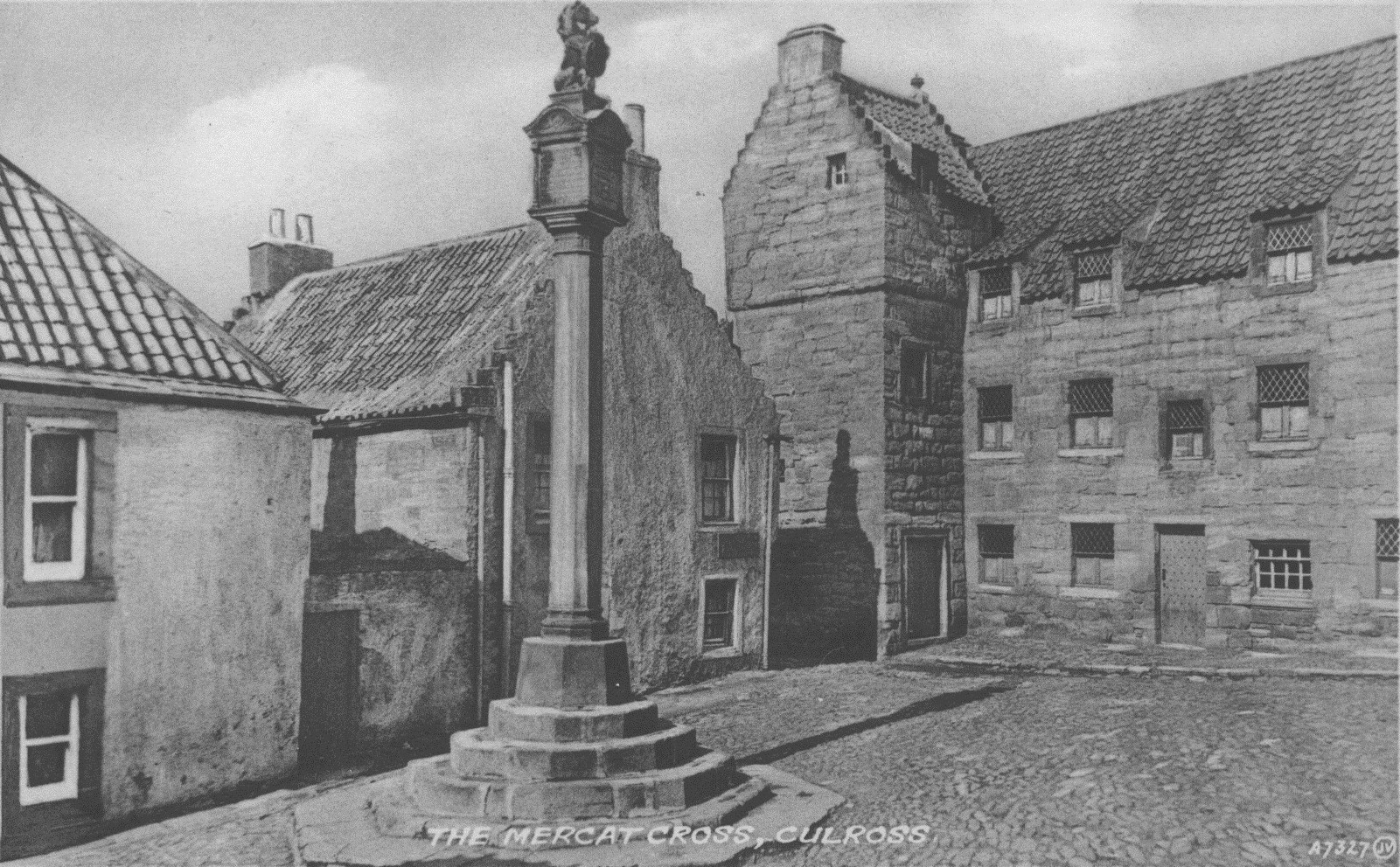
Le Royal Burgh de Culross à Fife.

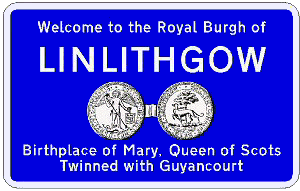
Une plaque à Linlithgow (Écosse).

Un burgh (prononcé burruh) constitue une entité administrative autonome. Ce terme désigne principalement une ville et sa région administrative. Ce terme existe en Écosse depuis le XIIe siècle. La reconnaissance du statut de burgh n'a désormais plus qu'une valeur symbolique.
Le chef d'un burgh s'appelait à titre honorifique provost, du français prévost, officier municipal. La plupart des burghs royaux ont conservé ce titre pour les cérémonies, à l'exception notable des villes écossaises.
Les burghs avaient un droit de représentation au Parlement d'Écosse. Par l'Acte d'Union de 1707 beaucoup devinrent des burghs parlementaires, représentés au Parlement de Grande-Bretagne.
La loi de réforme de 1832, 32 ans après la fusion du parlement de Grande-Bretagne au sein du Parlement du Royaume-Uni, transforma les entités administratives des burghs en simples circonscriptions électorales, dans l'optique des élections parlementaires.
Quand les county councils écossais furent créés par le Local Government Act d'Écosse en 1889, les burghs redevinrent importants pour le gouvernement local de l'Écosse. Mais les county councils et les burgh councils furent abolis par le Local Government Act d'Écosse en 1973, qui créa un nouveau système de régions, districts et conseils insulaires (voir Comtés d'Écosse).